# Bopyrus
Bopyrus is een geslacht van pissebedden uit de familie van de Bopyridae.

## Soorten
- Bopyrus bimaculatus Chopra, 1923
- Bopyrus squillarum Latreille, 1802